# La massacre dels innocents (Rubens, Galeria d'Art d'Ontàrio)
|  | No s'ha de confondre amb Matança dels Innocents. |

La massacre dels innocents és un oli sobre llenç obra del pintor Peter Paul Rubens. Es conserva a la Galeria d'Art d'Ontario. Rubens va fer una versió posterior que es conserva a l'Alte Pinakothek de Múnic.
La primera versió amb aquest tema va ser pintada al voltant de 1611. Fins al segle xviii, la pintura es formava part d'una col·lecció de Viena, Àustria, al costat d'un altre quadre de Rubens, Samsó i Dalila. Va ser descatalogada per Vicenzio Fanti el 1767, sent atribuïda a un assistent de Rubens, Jan van den Hoecke. Així va romandre fins al 1920, quan va ser venuda a una col·lecció d'una noble família austríaca. El 1923 va ser donada a un monestir al nord d'Àustria.
El 2001, George Gordon, expert en l'art flamenc i en Rubens, va veure la pintura a la casa de subhastes londinenca Sotheby's. Aviat es va adonar que era un quadre autèntic de Rubens, ja que presentava les mateixes característiques d'altres quadres del període. Va ser venuda el 10 de juliol de 2002 per 49,5 milions de lliures esterlines. La identitat del comprador va ser revelada més tard, es tractava del baró canadenc Kenneth Thompson. El preu era, i es va mantenir com a tal fins al gener de 2007, el més gran mai conegut en subhasta. Després de la subhasta la pintura va ser deixada en préstec a la National Gallery. El 2008 va ser transferida a la Galeria d'Art d'Ontario.
Cap al final de la seva vida, entre 1639 i 1638, Rubens va pintar la segona i última versió del tema, que va ser adquirida per l'Alte Pinakothek de Múnic el 1706, on encara es conserva. D'aquest quadre es conserva un gravat, fet cap a 1643 per Paulus Pontius, seguidor de Rubens.
És àmpliament acceptat que representa una mostra de l'aprenentatge de l'artista després del seu viatge a Itàlia, entre 1600 i 1608, on va observar algunes obres del barroc i de pintors com Caravaggio. Aquestes influències són visibles pel que fa a l'ús de l'emotiu dinamisme de l'escena i de la gamma cromàtica. També utilitza per primera vegada el clarobscur.